# 圣西尔昂瓦勒站
圣西尔昂瓦勒站（法語：Gare de Saint-Cyr-en-Val），全名为"圣西尔昂瓦勒-拉苏尔斯站"，是法国的一个铁路车站，位于法国卢瓦雷省市镇圣西尔昂瓦勒境内，属于奥尔良城市圈范围。

## 位置
圣西尔昂瓦勒站位于圣西尔昂瓦勒的西南部，距离市镇中心大约2.5公里。车站大致呈南北走向，开口朝东。站前有一处大型停车场。

## 站名
因圣西尔昂瓦勒站靠近奥尔良拉苏尔斯（Orléans-la-Source），故该站有时又被称为"圣西尔昂瓦勒-拉苏尔斯站"。

## 车站概况
圣西尔昂瓦勒站是一个小型铁路车站，主要以通勤客流为主。该站配有人工窗口和自动售票机，但因该站人流量较小，其人工窗口的服务时间仅限于工作日高峰时段。
圣西尔昂瓦勒站没有专门的地下通道，需要通过北侧的公路下穿隧道旁的人行道连接车站两侧。

## 停靠线路
以下列车线路在圣西尔昂瓦勒站停靠：
| 圣西尔昂瓦勒站列车线路表      |      |        |          |              |
| 线路                          | 车种 | 上一站 | 下一站   | 大致运行频率 |
| 奥尔良—维耶尔宗/布尔日/讷韦尔 | TER  | 奥尔良 | 圣欧班堡 | 每天6趟左右  |
| 奥尔良—沙托鲁/阿尔让通        | TER  | 奥尔良 | 圣欧班堡 | 每天4趟左右  |
| 奥尔良—拉苏特兰/利摩日        | TER  | 奥尔良 | 圣欧班堡 | 每天1趟      |
| 1.                            |      |        |          |              |

## 配套交通

### 长途汽车
圣西尔昂瓦勒站对应的大巴车上下车地点位于车站前方的广场上。
| 停靠圣西尔昂瓦勒站的大巴车 |                       |                                                                    |
| 上下车地点                 | 运营单位              | 主要目的地                                                         |
| 圣西尔昂瓦勒站正门         | Rémi 卢瓦雷省城际客运 | 5 圣欧班堡 · 梅内斯特罗昂维莱特 · 塞讷利                           |
| 圣西尔昂瓦勒站正门         | SNCF                  | （当铁路线施工或罢工时，SNCF可能会提供途径该线路沿途站点的大巴车） |
| 1. 2. 3.                   |                       |                                                                    |

### 城市公共交通
| TAO 圣西尔昂瓦勒站附近的市内公共交通线路 |                              |                                                                                 |
| 公交车站名称                             | 位置                         | 停靠线路                                                                        |
| 圣西火车站                               | 圣西尔昂瓦勒站正门前方       | 26 奥利韦 - 柳林 ↔ 圣西尔-拉索赛伊 28 奥尔良拉苏尔斯 - 邮政大楼 ↔ 圣西尔-火车站 |
| 车站路                                   | 圣西尔昂瓦勒站北侧的涵洞桥下 | 26 奥利韦 - 柳林 ↔ 圣西尔-拉索赛伊 28 奥尔良拉苏尔斯 - 邮政大楼 ↔ 圣西尔-火车站 |
| 1.                                       |                              |                                                                                 |

## 临近车站
| 上一站               | 法国铁路 | 法国铁路           | 法国铁路 | 下一站               |
| -------------------- | -------- | ------------------ | -------- | -------------------- |
| 莱索布赖14.2km起訖站 |          | 奥尔良－蒙托邦铁路 |          | 圣欧班堡11km往蒙托邦 |
| 奥尔良13.3km起訖站   |          | 奥尔良－蒙托邦铁路 |          | 圣欧班堡11km往蒙托邦 |